# Roche d’Oëtre

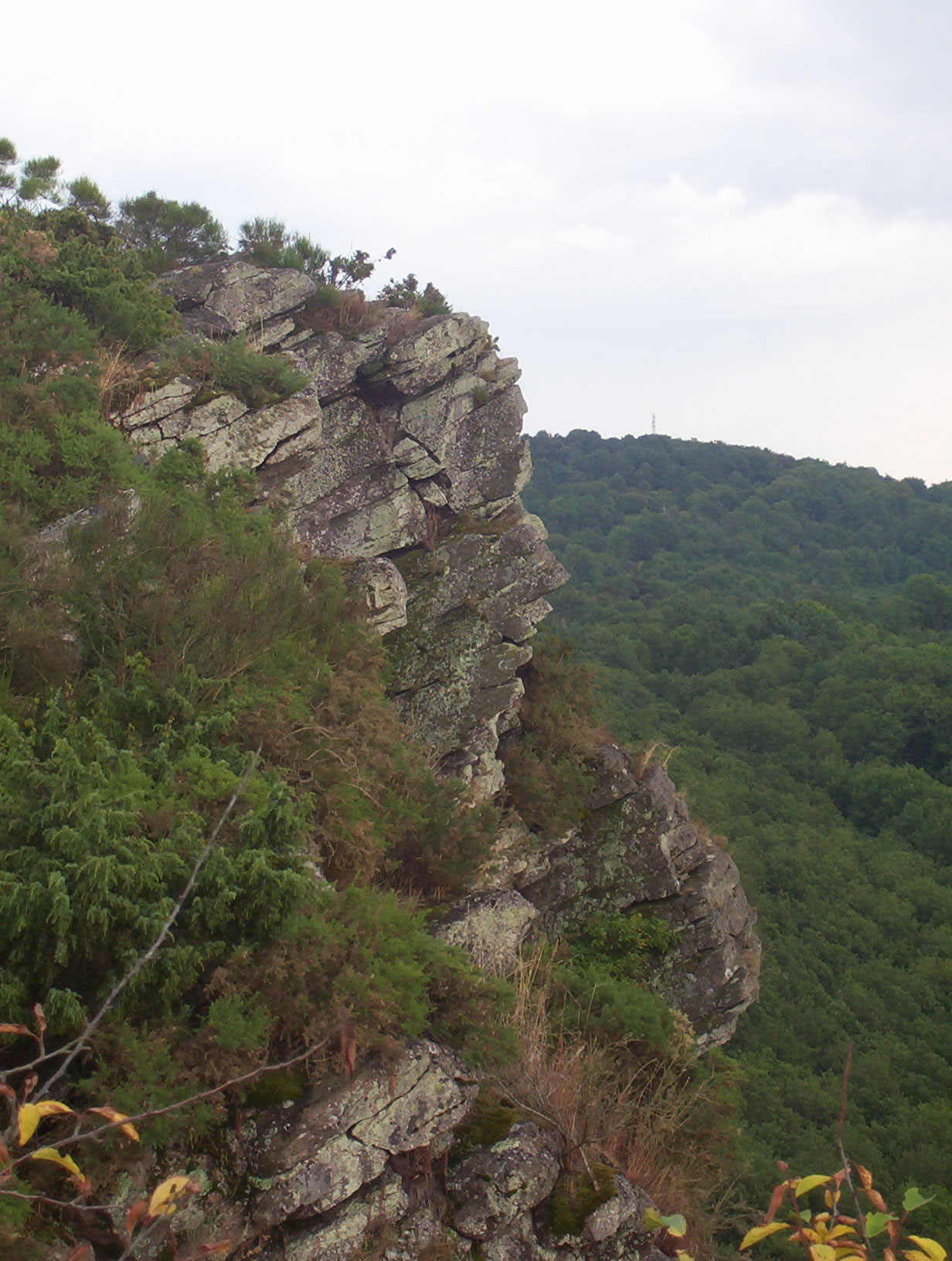
Der Roche d’Oëtre

Die Roche d’Oëtre ist ein 118 Meter hoher Aussichtsfelsen auf dem Gebiet der Gemeinde Saint-Philbert-sur-Orne in der Normannischen Schweiz im französischen Département Orne. Er befindet sich auf halbem Weg zwischen Thury-Harcourt und Écouché.
Der Felsen liegt über dem Tal der Rouvre. Die Roche d’Oëtre ist als Schutzgebiet im Sinne der FFH-Richtlinie (Natura 2000) ausgewiesen. Der Felsen und das dazugehörige Informationszentrum sind öffentlicher Besitz. Nahe dem Felsen befindet sich außerdem ein im Sommer geöffneter Kletterpark.